# Sonate d'église no 17 de Mozart

La Sonate d'église no 17 en do majeur, K. 336/336d est une sonate d'église en un seul mouvement composée par Wolfgang Amadeus Mozart en mars 1780 à Salzbourg. Elle était destinée à être utilisée par le Prince-archevêque de Salzbourg, Hieronymus von Colloredo au service de qui travaillait Mozart depuis 1772.

## Caractéristiques
L'œuvre est écrite en do majeur. La mesure est marquée , et le tempo indiqué est Allegro. L'œuvre comporte 118 mesures et ne possède pas de reprises.
Comme les autres sonates d'église de Mozart, elle est écrite pour deux violons, un orgue, et des basses (violoncelle, contrebasse et basson Ad libitum).